# Tydal
Tydal és un municipi del comtat noruec de Trøndelag. Té 859 habitants (2016) i té una superfície de 1,329.21 km². El centre administratiu del municipi és el poble d'Ås. Els altres pobles són Østby, Gressli, Aunet i Stugudalen.
Els aproximadament 850 habitants de Tydal viuen de l'agricultura, la silvicultura, la producció d'energia i el turisme. Durant la Pasqua, el nombre d'habitants de Tydal augmenta fins a 5.000 persones. Molta gent de Trondheim celebra aquesta festa en les 1.400 cabanes ubicades pertot el municipi.

## Informació general
El municipi s'establí l'1 de gener de 1901, quan se separà del municipi veí de Selbu. Les fronteres municipals no han canviat des d'aleshores.

### Nom
El nom del municipi prové del riu Tya, que passa pel municipi. El primer mot del topònim Tydal prové del nòrdic antic Thy, que no té significat conegut a banda del nom del riu Tya. I l'últim element (en nòrdic antic: darl) significa "vall ". Per tant, "Vall del Tya". El nom fou històricament anomenat Thidalen o Tydalen.

### Escut
L'escut se'ls hi concedí el 7 de febrer de 1997. Es mostren tres creus d'or sobre un fons vermell. Aquest escut va ser triat per representar una línia elèctrica i la lletra T, que representa el nom del municipi i de la importància de la generació d'energia hidroelèctrica a Tydal.

### Esglésies
A Tydal hi ha dues esglésies, que foren construïdes durant la segona meitat del segle xix.

## Geografia
Tydal cobreix una àrea de 1.330 quilòmetres quadrats. Els rius Tya i Nea (els dos formen la conca Nea-Nidelvvassdraget) flueixen a través de Tydal fins a desembocar al fiord de Trondheim. Tydal es troba a uns 260 metres sobre el nivell del mar i la muntanya més alta del municipi és de 1.762 metres d'altitud.
Tydal està cobert de llacs, muntanyes, serralades i boscos. Al nord hi ha el parc nacional Skarvan i Roltdalen. 

## Transports
Tydal està a mig camí entre Røros i Trondheim, amb la carretera nacional 705 de Noruega, la carretera més important del municipi. Hi ha autobusos diaris cap a Trondheim, Værnes i Røros.